# Communauté de communes de la Région d’Albertville
Die Communauté de communes de la Région d’Albertville (kurz Co.RAL) ist ein ehemaliger französischer Gemeindeverband mit Rechtsform einer Communauté de communes im Département Savoie, dessen Verwaltungssitz sich in der Stadt Albertville befand. Der Gemeindeverband bestand aus 18 Gemeinden und zählte 43.610 Einwohner (Stand: 1. Januar 2013) auf einer Fläche von 270,8 km2. 

## Aufgaben
Zu den Kompetenzen des Gemeindeverbandes gehörten
- Trinkwasseraufbereitung, Brunnenbau und Abwasserreinigung
- Schutz der Wasserqualität und Sicherung der Fließgewässer im Gebiet des Verbandes
- Abfallwirtschaft
- Bau und Unterhalt von kulturellen und sportlichen Einrichtungen
- soziale Angelegenheiten
- Entwicklung und Förderung des Tourismus

## Historische Entwicklung
Die Communauté de communes de la Région d’Albertville wurde am 28. November 2002 gegründet.
Mit Wirkung vom 1. Januar 2017 fusionierte der Gemeindeverband mit  
- Communauté de communes du Beaufortain,
- Communauté de communes de la Haute Combe de Savoie und
- Communauté de communes du Val d’Arly

und bildete so die Nachfolgeorganisation Communauté d’agglomération Arlysère. 

## Ehemalige Mitgliedsgemeinden
Folgende 18 Gemeinden gehörten der Communauté de communes de la Région d’Albertville an:
| Gemeinde             | Einwohner 1. Januar 2022 | Fläche km² | Dichte Einw./km² | Code INSEE | Postleitzahl |
| -------------------- | ------------------------ | ---------- | ---------------- | ---------- | ------------ |
| Albertville          | 19.706                   | 17,5       | 1.126            | 73011      | 73200        |
| Allondaz             | 295                      | 4,1        | 72               | 73014      | 73200        |
| Césarches            | 431                      | 2,9        | 149              | 73061      | 73200        |
| Cevins               | 707                      | 32,7       | 22               | 73063      | 73730        |
| Esserts-Blay         | 758                      | 15,5       | 49               | 73110      | 73540        |
| Gilly-sur-Isère      | 3.109                    | 7,0        | 444              | 73124      | 73200        |
| Grignon              | 2.104                    | 9,3        | 226              | 73130      | 73200        |
| La Bâthie            | 2.168                    | 22,4       | 97               | 73032      | 73540        |
| Marthod              | 1.342                    | 14,8       | 91               | 73153      | 73400        |
| Mercury              | 3.471                    | 22,3       | 156              | 73154      | 73200        |
| Monthion             | 520                      | 6,4        | 81               | 73170      | 73200        |
| Pallud               | 792                      | 5,2        | 152              | 73196      | 73200        |
| Rognaix              | 487                      | 9,0        | 54               | 73216      | 73730        |
| Saint-Paul-sur-Isère | 533                      | 20,9       | 26               | 73268      | 73730        |
| Thénésol             | 318                      | 5,5        | 58               | 73292      | 73200        |
| Tours-en-Savoie      | 905                      | 15,4       | 59               | 73298      | 73790        |
| Ugine                | 7.162                    | 57,4       | 125              | 73303      | 73400        |
| Venthon              | 607                      | 2,5        | 243              | 73308      | 73200        |